# Intocht in de Ark van Noach
Intocht in de Ark van Noach is een schilderij van Jan Brueghel de Oude, vervaardigd in circa 1613. Het schilderij bevindt zich in het Szépművészeti Múzeum in Boedapest, Hongarije. Het toont de Bijbelse Ark van Noach. De waarde van het schilderij is niet bekend.